# Калиновка (Шумерлинский район)
Кали́новка (чув. Калиновка) — посёлок в Шумерлинском районе Чувашской Республики, входит в Туванское сельское поселение.

## География
Расположен на расстояние в 101 км от Чебоксар, в 10 км от райцентра и ближайшей железнодорожной станции.

## История
Возник в 1928 г. как сельскохозяйственная артель (позже колхоз) и до 1931 г. по имени артели назывался имени Калинина. В XX веке входил в состав: Вурнарского (1928—1935 гг.), Шумерлинского (1935—1965, и с 1966 г.) районов и Шумерлинского горсовета (1965—1966 г.).

## Население
| 2010 | 2012 |
| ---- | ---- |
| 0    | ↗4   |